# Vladimir Šujster
Vladimir Šujster, hrvaški rokometaš, * 26. maj 1972.
Leta 1996 je na poletnih olimpijskih igrah v Atlanti v sestavi hrvaške reprezentance osvojil zlato olimpijsko medaljo.